# Emmanuel Matuta
Emmanuel Matuta La Nkenda Nosa (Mechelen, 22 februari 2002) is een Belgisch voetballer van Congolese afkomst die als middenvelder voor K Lierse SK speelt.

## Carrière
Emmanuel Matuta speelde in de jeugd van KV Mechelen en PSV, waar hij in 2018 een contract tot medio 2021 tekende. Hij debuteerde in het betaald voetbal voor Jong PSV op 29 augustus 2020, in de met 6-1 verloren thuiswedstrijd tegen SBV Excelsior. In de winterstop van 2021-2022 verkaste hij naar FC Groningen, waar hij een contract tot 1 juli 2026 tekende. Op 1 september 2023 maakte FC Groningen bekend het contract in overleg te hebben ontbonden.

### Statistieken
| Seizoen                       | Club           | Land           | Competitie     | Competitie | Competitie | Beker | Beker | Totaal | Totaal |
| Seizoen                       | Club           | Land           | Competitie     | Wed.       | Dlp.       | Wed.  | Dlp.  | Wed.   | Dlp.   |
| ----------------------------- | -------------- | -------------- | -------------- | ---------- | ---------- | ----- | ----- | ------ | ------ |
| 2020/21                       | Jong PSV       | Nederland      | Eerste divisie | 31         | 1          | –     | –     | 31     | 1      |
| 2021/22                       | Jong PSV       | Nederland      | Eerste divisie | 17         | 0          | –     | –     | 17     | 0      |
| 2021/22                       | FC Groningen   | Nederland      | Eredivisie     | 7          | 0          | 0     | 0     | 7      | 0      |
| Carrièretotaal                | Carrièretotaal | Carrièretotaal | Carrièretotaal | 55         | 1          | 0     | 0     | 55     | 1      |
| Bijgewerkt op 25 januari 2022 |                |                |                |            |            |       |       |        |        |